# Antonius och Cleopatra

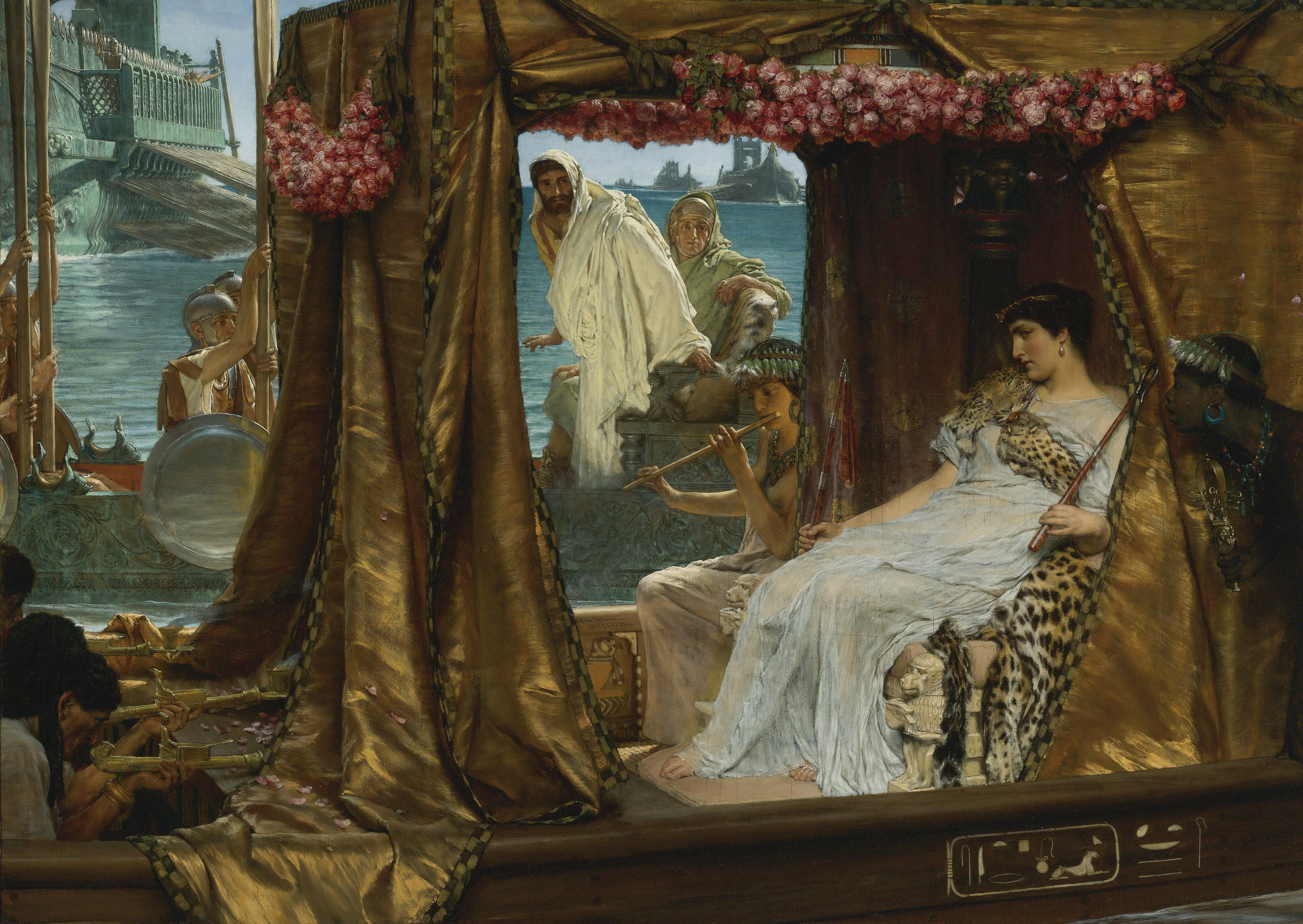
Anthony and Cleopatra, av Lawrence Alma-Tadema.

Antonius och Cleopatra (originaltitel Antony and Cleopatra) är en tragedi av William Shakespeare. Tillsammans med Coriolanus, Julius Caesar och Titus Andronicus brukar den räknas till Shakespeares romarpjäser.

## Tillkomsthistoria

### Datering
Antonius och Cleopatra anses vara skriven strax efter Kung Lear och Macbeth (båda omkring 1606), men skiljer sig stort från dessa, både ifråga om språk och dramatisk struktur. Antonius och Cleopatra är vidlyftig både vad gäller språk och form, medan de båda andra pjäserna hör till Shakespeares stramaste. I den bearbetning av sin pjäs Cleopatra som Samuel Daniel gav ut 1607 finns ekon av Shakespeares pjäs, liksom i Barnabe Barnes pjäs The Devil's Charter som framfördes av the King's Men i februari 1607. Man tror därför att Antonius och Cleopatra hade premiär sent 1606.

### Pjäsens källor
Shakespeares huvudkälla är Plutarchos biografi över Marcus Antonius i Bioi paralleloi i Thomas Norths översättning som följs tämligen nära. Shakespeare har dock som han brukar kraftigt komprimerat händelseförloppet för att göra det mer dramatiskt. Skildringen av Cleopatras självmord till följd av att hon inte kunde tänka sig att föras i triumf längs Roms gator skulle kunna vara inspirerad av Geoffrey Chaucers The Legend of Good Women från 1300-talet och/eller Horatius ode om slaget vid Actium. Porträttet av Octavius antas vara inspirerat av Appianos Den romerska historien. Möjligen är bevekelsegrunderna för Antonius äktenskap med Octavia hämtade från den franske poeten Robert Garniers Marc Antonie från 1578 i engelsk översättning av Mary Sidney, grevinna av Pembroke. Sannolikheten anses dock vara större att Shakespeares källa var Samuel Daniels Cleopatra från 1594 och Letter from Octavia to Marcus Antonius från 1599.

### Tryckningar och text
Antonius och Cleopatra infördes i boktryckarskråets (the Stationer's Company) register 20 maj 1608, men trycktes först i the First Folio 1623 som sammanställdes av Shakespeares skådespelarkollegor John Heminges och Henry Condell och publicerades av Edward Blount och Isaac Jaggard. Manuset tros vara grundat på Shakespeares original som skrivits rent av en professionell skrivare. Mindre korrekturfel ifråga om vem som säger vissa repliker och vilka roller som förekommer i vissa scener, visar på att manuset inte undergått bearbetning inför ett uppförande. Shakespeare delade själv in stycket i 36 scener, men numer är det indelat i fem akter.

## Handling
Antonius utgör tillsammans med Octavius och Lepidus triumviratet som styr Rom. Antonius uppehåller sig i Alexandria och försummar sina plikter sedan han tjusats av Cleopatra. Han kallas till Rom och förmås gifta sig med Octavius syster Octavia för att stärka banden med Octavius. När Cleopatra får reda på detta blir hon rasande. Efter en konflikt med de andra i triumviratet återvänder Antonius till Alexandria och utnämner sig och Cleopatra till styrande över den östra tredjedelen av det Romerska riket. Octavius splittrar triumviratet genom att fängsla Lepidus och vill ha ett avgörande med Antonius. Antonius flotta tillsammans med Cleopatras möter Octavius i slaget vid Actium. I ett avgörande skede flyr Cleopatra tillsammans med sin flotta och Antonius flyr efter, lämnande sin flotta åt sitt öde. Antonius förebrår Cleopatra för att göra honom feg, samtidigt som han erkänner att kärleken till henne betyder allt för honom.
Antonius förlorar även ett slag på land eftersom hans trupper deserterar i massor. Antonius anklagar Cleopatra för misslyckandet och beslutar sig för att avrätta henne. För att vinna tillbaka hans kärlek sänder hon bud om att hon tagit livet av sig och dött med Antonius namn på sina läppar. Antonius reagerar med att själv vilja dö, men han lyckas bara såra sig själv allvarligt. Han får reda på att Cleopatra fortfarande lever och beger sig dödligt sårad till henne där han dör i hennes armar. Octavius tillfångatar Cleopatra men hon hatar tanken på att föras som krigsbyte längs Roms gator så hon tar livet av sig. Därmed ligger vägen öppen för Octavius att bli Roms förste kejsare, Augustus.

## Översättningar till svenska
Antonius och Cleopatra finns i fem tryckta översättningar till svenska och ytterligare en som framförts på teatern, dessutom en revision av en tidigare översättning. 1825 kom den första översättningen av Johan Henrik Thomander. 1851 följde Carl August Hagbergs översättning i Shakspere's dramatiska arbeten. Bd 12. Därpå kom Per Hallströms översättning 1926 och Åke Ohlmarks 1962, ingående i samlingsvolymen Tragedier. 1975 gavs Sven Collbergs revision av Hagbergs översättning ut. Samma år gjorde Britt G. Hallqvist en översättning för Alf Sjöbergs uppsättning på Dramaten. Den senaste översättningen utfördes av Jan Ristarp och gavs ut 2010. Sven Collbergs revision och Jan Ristarps översättning stavar Cleopatra med K.

## Uppsättningar
Det finns ingen dokumentation av ett uppförande före 1759 då David Garrick spelade en kraftig bearbetning som framfördes enbart fyra gånger. 1813 och 1833 framförde Charles Kemble respektive William Charles Macready en mix av Antonius och Cleopatra och John Drydens All for love från 1677, men dessa försök misslyckades. 1849 framförde Samuel Phelps en bearbetning av Shakespeares original på Sadler's Wells Theatre i London, inte heller detta var någon framgång. 1907 satte Herbert Beerbom Tree upp en frikostig version. När Robert Atkins satte upp pjäsen på Old Vic i London 1922 med Edith Evans som Cleopatra var scenen i det närmaste naken. Pjäsen återkom på Old Vic 1931 med John Gielgud som Antonius.
Laurence Olivier och Vivien Leigh spelade mot varandra på St James's Theatre i London 1951. Två år senare spelade Peggy Ashcroft Cleopatra på Shakespeare Memorial Theatre i Stratford-upon-Avon. 1972 hade Trevor Nunns uppsättning med Royal Shakespeare Company stora framgångar, efterföljd av Peter Brooks stramt stiliserade uppsättning 1978 med Glenda Jackson som Cleopatra. Detta var Brooks sista uppsättning hos Royal Shakespeare Company. 1981 gjorde Adrian Noble en arenaproduktion på Royal Shakespeare Companys studioscen the Other Place i Stratford med Michael Gambon som Antonius och Helen Mirren som Cleopatra. 1986 spelades pjäsen på Haymarket Theatre i London med Timothy Dalton och Vanessa Redgrave. 1987 bröt Peter Hall med den strama, nakna traditionen då han framgångsrikt satte upp pjäsen på Royal National Theatre med Anthony Hopkins och Judi Dench. När Helen Mirren återvände till rollen på National Theatre 1998 blev uppsättningen ett fiasko. 1999 gjordes en helt manlig uppsättning på the Globe Theatre i London med Paul Shelley och Mark Rylance i de bärande rollerna.

### Uppsättningar i Sverige
28 mars 1881 hade Antonius och Cleopatra svensk premiär på Kungliga Dramatiska Teatern som spelade på Gustavianska operahuset. Uppsättningen var regisserad av Frans Hedberg. Antonius spelades av Axel Elmlund och Cleopatra av Elise Hwasser. Kritiken i stort ansåg att Hwasser var storslagen medan Post- och Inrikes Tidningar tyckte att det fanns en "biton av manér". men att uppsättningen som helhet var klen. Pjäsen spelades bara fem gånger. Det var tomt på parkett men 82 procents beläggning på femte raden.

#### Uppsättningar i Sverige sedan år 1900
- 1926 Antonius och Kleopatra, Stockholms konserthus, regi Per Lindberg, med Harriet Bosse
- 1935 Antonius och Kleopatra, Radioteatern
- 1952 Antonius och Kleopatra, Dramaten, regi Olof Molander, med Inga Tidblad, Holger Löwenadler, Jarl Kulle, Lars Ekborg, Gunnar Hellström, Ulla Sjöblom, Allan Edwall, Jan Malmsjö & Gunnar Olsson
- 1961 Antonius och Kleopatra, Göteborgs stadsteater, regi Hans Schalla
- 1975 Antonius och Kleopatra, Dramaten, översättning Britt G. Hallqvist, regi Alf Sjöberg, med Börje Ahlstedt, Ulla Sjöblom & Anders Ek
- 1975 Antonius och Kleopatra, TV-teatern

## Filmatiseringar
- 1913 Marcantonio e Cleopatra, regi Enrico Guazzoni
- 1959 regi Christopher Muir (TV)
- 1972 regi Charlton Heston, med Charlton Heston & Fernando Rey
- 1974 regi Jon Scoffield (TV)
- 1984 regi Lawrence Carra, med Michael Billington John Carradine & Timothy Dalton (TV)
- 2015 regi Barry Avrich